# 賈克斯冰原島峰
67°53′S 66°12′E / 67.883°S 66.200°E
賈克斯冰原島峰（英語：Jaques Nunatak）是南極洲的冰原島峰，位於麥克羅伯特森地，屬於古斯塔夫布爾山的一部分，根據澳大利亞探險隊的空中照片繪入地圖，現由南極條約體系管理。